# Oslavička
Oslavička település Csehországban, a Žďár nad Sázavou-i járásban. Oslavička Baliny, Oslavice, Vlčatín, Hodov, Rohy és Nový Telečkov településekkel határos. Lakosainak száma 132 fő (2024. január 1.).

## Népesség
A település lakosságának változását az alábbi diagram mutatja:
| Lakosok száma | 114  | 153  | 178  | 131  | 120  | 104  | 110  | 122  | 137  | 132  |
|               | 1869 | 1900 | 1921 | 1961 | 1980 | 2011 | 2016 | 2019 | 2021 | 2024 |